# Sharon Gerbode
Sharon J. Gerbode é uma física da matéria mole e a Professora Associada de Física de Iris e Howard Critchell no Harvey Mudd College. Ela é reconhecida por suas contribuições para as áreas de matéria mole e biomecânica e foi agraciada com o prêmio Cottrell Scholar em 2016 — uma distinção concedida aos principais cientistas acadêmicos em início de carreira pela Research Corporation for Science Advancement (RCSA) —.

## Educação
Gerbode obteve seu bacharelado em Física na Universidade da Califórnia em Santa Cruz em 2003, onde trabalhou em sua tese de último ano com Bruce Schumm. Ela obteve seu PhD em pesquisa em física da matéria condensada mole sob a orientação de Itai Cohen na Universidade Cornell. Em 2010, Gerbode começou a trabalhar como  pós-doutoranda na Universidade de Harvard com Lakshminarayanan Mahadevan, onde pesquisou sobre comportamentos mecânicos observados em gavinhas enroladas da planta de pepino.

## Carreira acadêmica
Em 2012, ela ingressou no Harvey Mudd College como professora assistente de Iris e Howard Critchell no departamento de Física. Em 2018, Gerbode foi promovida e tornou-se professora associada de Física.

## Pesquisas e realizações
Gerbode trabalha no estudo da dinâmica em cristais coloidais bidimensionais experimentais e na biomecânica de plantas, principalmente em gavinhas de pepino. Seu trabalho foi apresentado no Cornell Chronicle, na revista Physics do American Physical Society e no NPR. De acordo com a Scopus, as publicações de Gerbode receberam mais de 431 citações e seu índice h é 10.

## Honrarias e prêmios
Cottrell Scholar (2016) da Research Corporation for Science Advancement (RCSA)